# Nadine Prohaska
Nadine Prohaska, née le 15 août 1990 à Vienne (Autriche), est une footballeuse internationale autrichienne ayant joué au poste de milieu de terrain entre 2007 et 2020.

## Biographie

### En club
Nadine Prohaska commence le football à l'âge de 9 ans au Post SV Vienne puis au USC Landhaus Vienne à partir de ses 15 ans. En 2007, elle rejoint le SV Neulengbach qui est à ce moment-là quintuple vainqueur d'affilée du championnat et de la coupe d'Autriche.
Elle y marque ses premiers buts en carrière professionnelle et y gagne ces trophées durant ses deux saisons au club, ce qui fait du club le septuple vainqueur d'affilée de ces deux compétitions.
En 2009, elle rejoint le Bayern Munich, principalement avec l'équipe réserve du club bavarois, mais elle entre en jeu plusieurs fois avec l'équipe première, notamment lors de la coupe Bundesliga 2011 (tournoi de préparation avant la Coupe du monde féminine 2011) que le club remporte.
Elle revient en Autriche en 2012 à l’ASV Spratzern où elle reste jusqu'en 2018. Ce club prend le nom de FSK Sankt Pölten en 2013, avant de fusionner avec le SKN Sankt Pölten en 2016. Tout comme lors de ses deux saisons au SV Neulengbach, Nadine Prohaska participe au doublé réalisé par le club en 2017 et 2018.
Elle retourne en Allemagne en 2018 pour y jouer deux saisons au SC Sand, avant d'annoncer en septembre 2020 sa retraite sportive.

### En sélection
Nadine Prohaska est dans un premier temps sélectionnée avec les U-19 de l'équipe d'Autriche. Elle honore sa première sélection avec l'équipe d'Autriche A le 25 juin 2008 en entrant en deuxième mi-temps lors d'une victoire 2-0 face à Israël dans le cadre des éliminatoires à l'Euro 2009 (en). Elle inscrit son 1er but face à la Slovénie le 27 avril 2011 dans le cadre d'une victoire 5-0.
En mars 2016, elle remporte le tournoi de Chypre, son premier trophée avec la sélection.
Elle participe à l'Euro 2017 disputé aux Pays-Bas, la première compétition majeure disputée par la sélection. Les Autrichiennes terminent à la 1re place du groupe C devant la France, la Suisse et l'Islande, avec deux victoires et un match nul. En quarts de finale, Prohaska et ses coéquipières éliminent l'Espagne aux tirs au but après un match nul et vierge. Au tour suivant face au Danemark, après aucun but marqué en 120 minutes malgré un penalty manqué par Sarah Puntigam, l'Autriche s'incline cette fois aux tirs au but. L'Autriche quitte la compétition avec un bilan honorable d'aucune défaite et d'un seul but encaissé.

## Palmarès

### En club
- Bayern Munich
  - Vainqueure de la coupe Bundesliga en 2011

- SV Neulengbach
  - Vainqueure du championnat d'Autriche en 2008 et 2009
  - Vainqueure de la coupe d'Autriche en 2008 et 2009

- SKN St. Pölten Frauen
  - Vainqueure du championnat d'Autriche en 2017 et 2018
  - Vainqueure de la coupe d'Autriche en 2017 et 2018

### En sélection
- Équipe d'Autriche
  - Vainqueure du Tournoi de Chypre en 2016